# 手機吊飾

手機吊飾。

手機吊飾是吊掛於手機上的一種裝飾品，有時也有方便攜帶、防止遺失等實用功能。許多手機都會在機身預留吊掛手機吊飾之孔洞。
日本為手機吊飾之發源地，江戶時代人們習慣將錢包塞入腰帶內，為了防止錢包從腰帶滑落，開始在錢包上綁上稱為「根付」（Netsuke）的小型飾品，此一習慣流行起來後，為了展現個性，根付的材料也從簡單的木雕逐漸發展至最高級的象牙雕刻。日本人習於裝飾日常隨身用品，因此手機普及後，也將根付的概念應用在手機，發展出各式各樣的手機吊飾。
手機吊飾依使用材料可分為水晶、皮革、金屬、塑膠等，除了自行購買外，也有公司行號以促銷、宣傳商品為目的製作手機吊飾贈送顧客。